# レミー・ボンヤスキー
レミー・ボンヤスキー（Remy Bonjasky、1976年1月10日 - ）は、スリナム共和国パラマリボ出身のオランダ人キックボクサー。バックボーンはムエタイ。チームボンヤスキー所属。元ABNアムロ銀行勤務の銀行員という異色の経歴を持つ。
恵まれた体格を持ち、巧みな防御技術と、高い身体能力を生かしたフライング・ニー（跳び膝蹴り）、フライング・ハイ（ハイキック）などの蹴り技が武器。K-1 WORLD GPで3度の優勝を果たしている。ただし、2004年と2008年のGP優勝については疑惑の判定を経ての優勝であった為、優勝の正当性を疑問視する声もある。

## 来歴
スリナム共和国パラマリボに生まれ、5歳の時にオランダのティルブルフに移住した。
2001年6月24日、日本で初の試合。K-1参戦後2戦目でレイ・セフォーに4RTKO勝ちし、脚光を浴びる。
2002年7月14日、K-1 WORLD GP 2002 in 福岡でミルコ・クロコップにパンチの連打でダウンを奪われ、2RTKO負け。
2002年8月17日、K-1 WORLD GP 2002 in ラスベガスでステファン・レコと対戦し判定負け。GP開幕戦への出場は逃したが、2戦連続でベスト8ファイターと互角の勝負を展開した。
2003年8月15日、K-1 WORLD GP 2003 ラスベガス最終予選トーナメントに出場。決勝でマイケル・マクドナルドに判定勝ちし優勝。
2003年10月11日、K-1 WORLD GP 2003 開幕戦のGP1回戦でボブ・サップと対戦。ダウンを奪うが、ボンヤスキーがスリップして倒れた際にサップの反則攻撃を受け試合続行不可能。サップが反則負けとなり、準々決勝に駒を進めた。
2003年12月6日、K-1 WORLD GP 2003 決勝戦のGP準々決勝でピーター・グラハムを跳び膝蹴りで1RKO勝ち。準決勝でシリル・アビディを膝蹴りで1RKO勝ち。そして決勝で武蔵を判定で破り、WORLD GP初優勝を果たした。
2004年5月30日、一撃キックルールでフランシスコ・フィリォと対戦し、ダウンを奪われて判定負け。フィリォはこの試合の勝利を最後に現役を引退した。
2004年9月25日、K-1 WORLD GP 2004 開幕戦では、前年度王者ということで1回戦をシードされたため、スーパーファイトで曙と対戦し、ハイキックで3RKO勝ち。
2004年9月25日、K-1 WORLD GP 2004 決勝トーナメントの準々決勝で、アーネスト・ホーストと対戦、3Rで決着がつかず延長戦となる。延長戦では、ホーストのローキックを食らう場面が目立ち、ホーストが試合をコントロールしていたにも関わらず判定勝ちとなる。この判定は物議を醸し、一部の格闘技雑誌でも疑惑の判定として取り上げられた。また、ボタとそのトレーナーのスティーブ・カラコダはこの試合を控え室で見ていて、レミーが判定で勝った時には驚いていた。 大会終了後、ジャッジに対する批判が殺到し、K-1公式サイトで、疑惑の判定の検証が発表されると言う事態となった。
同日、準決勝にて、フランソワ・"ザ・ホワイトバッファロー"・ボタと対戦、ボタのボディーブローに苦しみ終始劣勢となるも、3R終了間際にハイキックでダウンを奪い判定勝ち。しかし、1Rと2Rは圧倒されていて、3Rの終了間際にダウンを奪っただけで判定勝ちになった事を疑問視する声もある。特にジャッジのうちの一人である御座岡正人の採点が「27.5-25.5でレミーを支持」という、明らかにボタへの採点が低すぎるものであった。（通常、ダウンを奪えずに全3ラウンドで優勢だったとしても10-9が3回続いて30-27、そこにダウンを一つ奪ったのを追加しても30-26となり、ボタの採点は最大でも4ポイント減までが限界のはずだが、ダウン以外の場面は全てボタが完封していたにもかかわらず、4.5ポイント減となっている）
同日、決勝にて、武蔵と対戦し、ダウンを奪うも不可解な判定により延長戦となる。延長2Rでも武蔵を圧倒し優勝する。優勝後、レミーは「昨年のGPではホーストが欠場していた為優勝出来たのではないかと言われたが、今回はホーストを倒して優勝した事で、真の王者だと証明できて嬉しい。」とコメントした。しかし、決勝までレミーと武蔵の両者が不可解な判定で勝ちあがってきており、このトーナメントについて、ファンや専門家から多くの批判と抗議を浴びる事となった。
2005年3月19日、K-1 WORLD GP 2005 IN SEOULでレイ・マーサーにハイキックで試合開始22秒でKO勝ち。
2005年4月30日、K-1ラスベガス大会でマイティ・モーと対戦。試合は全体を通してレミーが支配していたが、3Rに右フックでダウンを奪われたシーンがあったため微妙な判定で敗れた。
2005年5月21日、K-1 Fighting Network K-1 SCANDINAVIA 2005にて、リカルド・ノードストランドと対戦。3R判定勝ちを収めた。
2005年9月23日、K-1 WORLD GP 2005 IN OSAKA 開幕戦にて、スーパーファイトでアレクセイ・イグナショフと対戦。3R終了時に判定でドローとなったため、延長戦を行い3-0の判定勝ちを収めた。
2005年11月19日、K-1 WORLD GP 2005 IN TOKYO 決勝戦にて、前年に続いてWORLD GP王者ということで1回戦をシードされて迎えたGP準々決勝でチェ・ホンマンと対戦し、3R判定勝ち。続く準決勝でセミー・シュルトと対戦。打撃が全く通用せず、自らしゃがみこんでダウンするなど、心を折られての1RKO負けを喫した。
2005年12月31日、K-1 PREMIUM 2005 Dynamite!!にてザ・プレデターと対戦、プレデターの圧力に苦戦し劣勢となるも、不可解な判定により2-1で勝利する。 この判定については、格闘技通信やKamiproなどでも明らかにレミー贔屓の判定で会った事が指摘されており、K-1ファンのみならず関係者の間でもプレデターが勝っていたという意見が多い。会場では、レミーの判定勝ちが告げられた瞬間、ざわめきとブーイングが起こった。 K-1競技統括やレフェリーを務めている角田信朗はブログにて「立場上強くは言えないが、あの判定、ブーイングが出ても致し方ない」とこの試合の判定についてコメントしている。さらに、K-1プロデューサーの谷川貞治も「あれはプレデターの勝ちで良いと思う」とコメントしている。 また、当事者であるプレデターは、数カ月後にチェ・ホンマン戦前のK-1公式サイトのインタビューにて「あの試合は俺が勝っていたんじゃないか？何度試合を見直しても俺の方が手数で上回っているし優勢だ。まあ仲間は俺の勝ちだと言ってくれているのでそれで良いが」と判定への不満こそ述べなかったが、自分が勝っていたとの見解を示している。なお、この試合は不可解な判定だった為か、地上波ではほぼカットされ、エンドロールでわずかに結果と映像が流されたのみとなっている。
2006年5月13日、K-1 WORLD GP 2006 IN AMSTERDAMでジェロム・レ・バンナと対戦。3R中盤にバンナのミドルキックで明らかにダメージを受け劣勢となるも、2-0で判定勝ちを収めた。しかし、その後、バンナ側の抗議により、K-1公認審判団の日本人6名とアメリカ人2名によって判定の検証が行われた結果、6月30日付でレミーの0-3の判定負けに記録が変更された
2006年7月30日、K-1 REVENGE 2006 K-1 WORLD GP 2006 IN SAPPOROで僅差で敗れたマイティ・モーと再戦を行い、ローキックなどでダメージを与えモーを完封して判定勝ち。リベンジを果たした。
2006年9月30日、K-1 WORLD GP 2006 開幕戦のGP1回戦でピーター・アーツと対戦予定だったが、アーツが病気で欠場したため、試合の2日前に代役で出場が決まったゲーリー・グッドリッジと対戦し、KOで下し決勝大会への切符を手に入れた。
2006年12月2日、K-1 WORLD GP 2006 決勝戦のGP準々決勝でステファン"ブリッツ"レコと対戦。2度の金的を受けるアクシデントに苦しみながらも、3Rにカウンターでダウンを奪い判定勝ち。試合後、金的のダメージで同日の準決勝を棄権した。
2007年4月28日、K-1 WORLD GP 2007 in HAWAIIでグラウベ・フェイトーザと初対戦、お互いに蹴りが効いた素振りを見せる接戦となるも、3Rにやや優勢になり、2-0の判定勝ち
2007年8月、ミルコ・クロコップのチーム・クロコップのトレーニングにスパーリング・パートナーとして参加。
2007年9月29日、K-1 WORLD GP 2007 IN SEOUL FINAL16のGP1回戦にてステファン"ブリッツ"レコと再戦。右跳び膝蹴りでKO勝ち。ただし、レコはダウンを喫した後、10カウント以内に立ち上がったにもかかわらず、レフェリーに試合を止められた為、物議を醸した。
2007年12月8日、K-1 WORLD GP 2007 FINALのGP準々決勝でバダ・ハリと対戦。3R判定勝ち。準決勝ではピーター・アーツに3R判定負け。
2008年4月26日、K-1 WORLD GP 2008 IN AMSTERDAMにてメルヴィン・マヌーフにハイキックで2RKO勝ち。
2008年9月27日、K-1 WORLD GP 2008 IN SEOUL FINAL16のGP1回戦でポール・スロウィンスキーと対戦し、3Rにスロウィンスキーのラッシュで完全に動きが止まり、ラッシュをクリンチで逃れるなど、ダウン寸前の劣勢となるも判定勝ち。この不可解な判定について試合後、スロウィンスキーは『自分の勝ちか、せめてドローの試合、レミーの判定勝ちになったのは人気選手だからだと思う』と不服を唱えていた。レミーもこの事に関して「彼が不服を唱えたのにもそれなりの理由があるのだろう。」とコメントしている。ただし、数日後に行われたインタビューでレミーはこの発言を撤回している。なお、この試合は不可解な判定だった為か、地上波ではほぼカットされ、結果と数秒間のダイジェストしか放送されなかった。
2008年12月6日、K-1 WORLD GP 2008 FINALのGP準々決勝でジェロム・レ・バンナと対戦。3Rにミドルキックでダウンを奪い、そのままバンナの骨折の疑いによりドクターストップによるTKO勝利。
同日、準決勝ではグーカン・サキに2RKO勝利を収めた。
同日、決勝ではバダ・ハリと対戦。1Rにハリからダウンを奪ったが、2Rに足を掴まれて倒されるとハリの反則攻撃（倒れた相手の頭部へのパンチと踏みつけ）を受けた。反則攻撃を続けるハリをレフェリーが引き剥がし、ダメージ回復のため試合が中断されたが、レミーはダブルビジョン（物が二重に見えること）を訴え試合続行不可能。この反則行為によりバダ・ハリが失格負けとなり、レミーが4年ぶり3度目のGP王者となった。試合後、対戦相手のハリは反則攻撃後のボンヤスキーの一連の行動に対して「演技」の可能性を指摘して挑発した。それに対してレミーは、その翌日のインタビューにおいて、一夜を越してもまだダブルビジョンと頭痛が治まっていないことを述べている。
2009年3月28日、K-1 WORLD GP 2009 IN YOKOHAMAでアリスター・オーフレイムと対戦。1R、2Rとプレッシャーをかけ続けるアリスターにペースを握られるも、3Rにフラッシュダウン気味のダウンを奪い判定勝ち。しかし、3R以外のダウン以外は終始アリスターが圧倒しており、この試合の解説者全員が1Rと2Rはアリスターが優勢であると発言する程であったにもかかわらず、1Rと2Rにアリスターにポイントが入らないと言う不可解な判定があり、もし2Rまでにアリスターにポイントが入っていれば、レミーはカウンター狙いの戦法を取れず、アリスターも無理に攻める必要がなかった為、ダウンを奪われることもなく、試合の展開自体が変わっていた可能性が非常に高い為、判定について批判が起こった。K-1プロデューサーの谷川貞治はこの試合について「ほとんどアリスターの勝ちですね。2Rもアリスターのポイントで良いと思いますし、ダウン以外は全てアリスターが勝っていました」とコメントしている。。試合後の会見で2日前に膝の裏側の筋を痛め歩行も困難な状態になり、試合当日は鎮痛剤を打って試合をしたことを告白した。
2009年9月26日、K-1 WORLD GP 2009 IN SEOUL FINAL16のGP1回戦でメルヴィン・マヌーフと対戦し、判定勝ち。
2009年12月5日、K-1 WORLD GP 2009 FINALのGP準々決勝でエロール・ジマーマンに判定勝ち。
同日、準決勝ではセミー・シュルトと対戦し、ジマーマン戦で受けた足のダメージが響き、1R開始直後に左フックでフラッシュダウン気味のダウンを奪うも、徐々にシュルトに盛り返されて2度のダウンを喫し1RKO負け。連覇はならなかった。
2010年9月6日、オランダ・アルメレにキックボクシングジム「ボンヤスキー・アカデミー」を開設。
2010年8月、網膜剥離の手術を受け、成功した。以後はボンヤスキー・アカデミーでダニョ・イルンガら後進の指導をしつつ、欧州のキックボクシング団体であるIT'S SHOWTIMEのリポーターなどを務めながら、あと1試合で現役を引退することを表明。引退試合をK-1かIT'S SHOWTIMEのどちらかで行うべく交渉を行っていたが、結局、引退試合を行わないまま一度目の現役引退となった。
2012年に入り、IT'S SHOWTIMEを買収したGLORYと契約。同年10月6日にブリュッセルで開催のGLORY 2にて2年10ヶ月ぶりの現役復帰戦でアンダーソン・ブラドック・シルバと対戦し、延長戦の末に4-1の判定勝ち。
2012年12月31日、DREAM.18 & GLORY 4のGLORY GRAND SLAM ヘビー級世界トーナメント2012にて、1回戦でフィリップ・ヴェルリンデンに2分3R判定143-142で判定勝ち。
同日、準々決勝でジャマール・ベン・サディックと対戦、サディックのリーチに苦戦し、2分2R判定90-100で判定負けを喫した。
2013年3月23日、GLORY 5 LONDONにてタイロン・スポーンと対戦、2R右ストレートでキャリア初となる失神KO負け。
2013年12月21日、有明コロシアムで行われたGLORY 13 TOKYOにて、日本で最後となる試合を行いアンダーソン・ブラドック・シルバと再戦。蹴りを使い試合を有効に勧めていたが、物議を醸す判定により判定負け。レミーは判定に苦笑いをしながらもファンに日本語で感謝の気持ちを伝えた。
2014年3月8日、アレナ・ザグレブで行われたGLORY14 ZAGREBにて、ミルコ・クロコップと再戦。お互いに見せ場を作れず、精彩を欠いた内容となったが、2-0で判定勝ち。
2017年10月29日、アルメレで行われたWFL: Manhoef vs. Bonjaskyにてメルヴィン・マヌーフと4度目の対戦し、3R判定負け。過去にマヌーフには3勝しているが、4度目の対戦で初めて敗れた。この時点でレミーは41歳となり、以降は試合を行っていない。

## 人物・エピソード
- スリナムのパラマリボに生を享け、5歳のときにオランダのティルブルフへと移住[14]。
- 少年時代はサッカーに打ち込んでおり、16歳の頃まではオランダを代表する名門クラブ・アヤックスの下部組織でプレーしていた。このときの同期に世界的サッカー選手のクラレンス・セードルフやパトリック・クライファートがいる。
- アレクセイ・イグナショフと並んでK-1きってのインテリファイターとして知られており、格闘雑誌のインタビューで国立大学出身で数学を専攻していたと語っている。
- 2003年に結婚するが、2005年に離婚。2004年2月に長男が生まれ、モハメド・アリの本名から取って「カシアス」と名付けた。
- 2004年にアーネスト・ホーストに疑惑の判定で勝利した後、疑惑の判定負けに納得しないホーストに対して『諦めろ』とコメントしている。
- 2006年にジェロム・レ・バンナに疑惑の判定で勝利した後、バンナ陣営の抗議によって裁定が覆った事について、レミーは『ファイターならば、会場で判定が言い渡された時点で負けを受け入れるべきだ。真のファイターは判定に文句を言わないものだ。』とコメントしている。しかし、実はレミー自身も2005年のアレクセイ・イグナショフ戦前後のインタビューにて、過去にイグナショフに判定で敗れた事について、判定が正当な物ではなかったとして自分が勝っていたと主張している。また、2006年のステファン・レコ戦前のインタビューでも、過去にレコに判定負けした試合についても、自分が勝っていたと主張している
- セミー・シュルトについては『シュルトは王者だったけど、それがファンに伝わっていなかった。ルックスも王者らしくないし、トークもできない。しかもファイトスタイルはつまらない。』とコメントしている。
- 2007年の開幕戦後のインタビューでは『セミー・シュルトと戦いたい』、『今ならシュルトに勝てると思う』とコメントしている。しかし、2008年のシュルト不在時に優勝した後には、『GPで十分に自分の強さは示したと思うし、今更セームと戦いたいとは思わない』とコメントしている。この事について、K-1携帯公式サイトにて、『レミーはシュルトから逃げているのではないか？』という質問を受けたK-1プロデューサーの谷川貞治は『僕もレミーはシュルトとの対戦をかなり嫌がっていると思いますよ。』とコメントし、レミーがシュルトから逃げたということを肯定する発言をしている。
- 武蔵によると、『レミーはK-1WGPで優勝した時期から天狗になっており、オランダのファイターや周囲の人間ほぼ全員から嫌われ、日本で試合をする際、セコンドすらおらず、武蔵のトレーナーのフランクにセコンドについてほしいと頼むほど孤立していた時期』があった。そして、『その雰囲気は最後まで残っていたが、ピーター・アーツだけはレミーを露骨に嫌わずに気を遣って接していた』と西山茉希は語っている。[15]。

## 評価
- 他の歴代K-1王者と比べると、K-1ファンのみならず選手や関係者の間でも王者としてのレミーの実力を疑問視する声は非常に多く、格闘技ウェブマガジンGBRでも、『かつてのアーツやホーストのような高い評価を得られていないのも事実』と評されている。[16]

- 初優勝した2003年のGPではジェロム・レ・バンナ、アーネスト・ホースト、マーク・ハント、ミルコ・クロコップ、ステファン・レコらの多くのトップファイターが欠場していた為、GPトーナメントの対戦相手は、ピーター・グラハム、シリル・アビディ、武蔵 (格闘家)と有力選手と対戦しないまま優勝したため『レミーが優勝できたのは有力選手らが欠場していた為ではないのか』とレミーの実力を疑問視する声が上がった。アーネスト・ホーストはレミーの2003年の優勝後、このトーナメントについて『トップ選手が出ていない楽なトーナメントだったから優勝出来た』と評価している。[17]

- 2度目の優勝を果たした2004年のWGPでは、前年度王者ということで開幕戦を免除され（なお、翌2005年も1回戦をシードされており、K-1史上全てのトーナメントにおいて開幕戦を免除された選手は2004年と2005年のレミーのみである。）決勝大会では、前述のように準々決勝のホースト戦、準決勝のボタ戦で疑惑の判定で勝利し、さらに決勝の対戦相手の武蔵 (格闘家)もレミーと同様に準々決勝と準決勝で疑惑の判定勝利によって決勝に進出してきたため、大会終了後には、K-1のジャッジに対する批判が相次ぎ、K-1公式サイトで、疑惑の判定の検証が発表されると言った前代未聞の事態となった。[18] ホーストはこの時点で39歳で、年齢的にも引退が近いと思われており、衰えていたホーストに疑惑判定で辛勝するのがやっとだった為、『レミーは王者になるような実力ではないのではないか』という声がさらに強まる結果となった。またその年のオランダ格闘技界の年間MVPはエロル・パリス、アジス・カトゥー、グーカン・サキ(この時のサキは無名であり下積み時代であった)、ゲーリー・ターナーと言った無名選手にしか勝利していないバダ・ハリとなっている事からも、本国オランダでもこの優勝が評価されていない事が窺える。

- 3度目の優勝を果たした2008年のWGPでは開幕戦のポール・スロウィンスキー戦で3Rに追い込まれながらも、またしても疑惑の判定勝ちを収めており、そして、WGP決勝では準々決勝の対戦相手のバンナが試合前から左腕を負傷していた為(左腕に水が溜まっており、強いパンチが打てない状態)[19]ピーター・アーツ、エロール・ジマーマンと言った強豪と対戦して消耗していたバダ・ハリに比べて、明らかに組合せに恵まれていた面もあり、更に決勝のバダ・ハリ戦での勝利が反則による決着であった為、またしてもレミーの実力を疑問視する声が上がった。

- アレクセイ・イグナショフは2005年のパリ大会前にボンヤスキー何かに2連覇させてしまった事を後悔していると発言している。また2005年の開幕戦前のインタビューでは『レミーの事はチャンピオンだとは思っていない。レミーが優勝した2003年と2004年、特に2003年は強い選手がいなかったんだ』と述べている。

- ステファン・レコは2007年の開幕戦前のインタビューで、レミーが優勝したトーナメントはレベルが低かった為価値がないと述べている。

- バダ・ハリ『レミーは2回優勝しているが、トップファイターが揃ったトーナメントで優勝したのではない。果たして彼がふさわしいチャンピオンなのか、疑問だね。みんな気付いていると思うけど、言わないだけだろう。』と2007年のGP決勝トーナメント前にコメントしている。[20]

- エロール・ジマーマンは『レミーはK-1で3度チャンピオンになっているけど、強い選手だとは思わない。彼は運が良かっただけだ。』と評している。[21]

- レミー本人は、こういったレミーの実力を疑問視する声について、2009年のジマーマン戦前のインタビューにて『私が優勝するといつも文句が出る。』とコメントしている。[16]。

## 2度にわたる名誉賞の受賞
2007年の7月の終わり頃、アムステルダムの市中で通り魔事件に巻き込まれたボンヤスキーは、その犯人らの逮捕劇にて大立ち回りを演じることとなる。2名のイギリス人らがアムステルダムの街中で車中から通行人に対して無差別にボウガンの矢を放ったという事件で、その被害者の一人（結果として最後の被害者）となったボンヤスキーは、即座に犯人らの車を追跡し、そのまま犯人らを取り押さえたうえで、警官らが到着するまで待機。犯人らはそのまま逮捕された。
著名な格闘家の誉れ高き快挙としてアムステルダム市警はこれを顕彰し、ボンヤスキーは市警から栄誉のメダルを授与された。

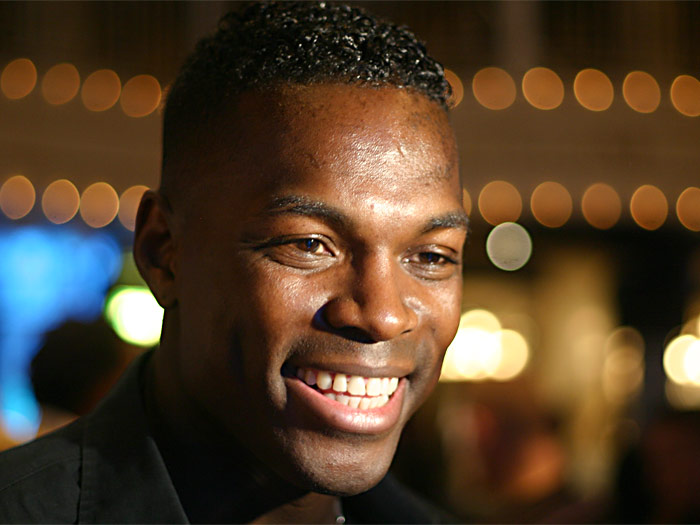
笑顔を見せるボンヤスキー

2009年にはアルメレ市の名誉市民賞を受賞。格闘技における功績を認められてのことであった。
このアルメレ市は、その翌2010年に自身のキックボクシング／ムエタイジム“ボンヤスキー・アカデミー”を開業することになる町でもあり、更には防犯対策の講師として大学で講義を行い、新たに発足したその専門プロジェクトの主任を務めるなど、なにかとゆかりの深い町でもある。

## ファッションブランドの顔
2010年にはオランダ発の下着ファッションブランド「Sapph」のモデルに抜擢され、このブランドの男性部門のニューフェイス（イメージキャラクターのようなもの）に就任。
このブランドの女性部門のモデルを務める元水泳選手のインヘ・デブルーインとともにたびたびメディアに登場している。
2011年の初めにはオランダの有名テレビ番組「ステレン・ダンセン・オプ・ヘット・アイス」に登場。
イギリスの「ダンシング・オン・アイス」のオランダ版にあたるこのテレビ番組は、著名人同士がカップルを組んでスケートを行うという趣旨のもので、ボンヤスキーはこれの第4回放送に登場し、ともにSapphのモデルを務めるデブルーインの見守るなかで氷上の舞いを披露した。

## 戦績
| キックボクシング 戦績 | キックボクシング 戦績 | キックボクシング 戦績 | キックボクシング 戦績 | キックボクシング 戦績 | キックボクシング 戦績 | キックボクシング 戦績 |
| --------------------- | --------------------- | --------------------- | --------------------- | --------------------- | --------------------- | --------------------- |
| 98 試合               | (T)KO                 | 判定                  | その他                | 引き分け              | 無効試合              |                       |
| 78 勝                 | 40                    | 36                    | 2                     | 0                     | 0                     |                       |
| 20 敗                 | 5                     |                       |                       | 0                     | 0                     |                       |

| 勝敗 | 対戦相手                                     | 試合結果                                      | 大会名                                                                             | 開催年月日     |
| ×    | メルヴィン・マヌーフ                         | 3R終了 判定                                   | WFL: Manhoef vs. Bonjasky                                                          | 2017年10月29日 |
| ○    | ミルコ・クロコップ                           | 3R終了 判定2-0                                | Glory Glory 14: Zagreb                                                             | 2014年3月8日   |
| ×    | アンダーソン・ブラドック・シルバ             | 3R終了 判定0-3                                | GLORY 13 TOKYO                                                                     | 2013年12月21日 |
| ×    | タイロン・スポーン                           | 2R 2:02 KO（右ストレート）                    | GLORY 5 LONDON                                                                     | 2013年3月23日  |
| ×    | ジャマール・ベン・サディック                 | 2R終了 判定90-100                             | DREAM.18 & GLORY 4 【GLORY GRAND SLAM ヘビー級世界トーナメント2012 準々決勝】      | 2012年12月31日 |
| ○    | フィリップ・ヴェルリンデン                   | 3R終了 判定143-142                            | DREAM.18 & GLORY 4 【GLORY GRAND SLAM ヘビー級世界トーナメント2012 1回戦】         | 2012年12月31日 |
| ○    | アンダーソン・ブラドック・シルバ             | 3R+延長1R終了 判定4-1                         | GLORY 2                                                                            | 2012年10月6日  |
| ×    | セミー・シュルト                             | 1R 2:28 KO（2ノックダウン：右ストレート）     | K-1 WORLD GP 2009 FINAL 【WORLD GP 準決勝】                                        | 2009年12月5日  |
| ○    | エロール・ジマーマン                         | 3R終了 判定3-0                                | K-1 WORLD GP 2009 FINAL 【WORLD GP 準々決勝】                                      | 2009年12月5日  |
| ○    | メルヴィン・マヌーフ                         | 3R終了 判定3-0                                | K-1 WORLD GP 2009 IN SEOUL FINAL16 【WORLD GP 1回戦】                              | 2009年9月26日  |
| ○    | アリスター・オーフレイム                     | 3R終了 判定3-0                                | K-1 WORLD GP 2009 IN YOKOHAMA                                                      | 2009年3月28日  |
| ○    | バダ・ハリ                                   | 2R 0:53 反則失格（倒れた相手への攻撃）        | K-1 WORLD GP 2008 FINAL 【WORLD GP 決勝】                                          | 2008年12月6日  |
| ○    | グーカン・サキ                               | 2R 0:53 KO（右フライングミドルキック）        | K-1 WORLD GP 2008 FINAL 【WORLD GP 準決勝】                                        | 2008年12月6日  |
| ○    | ジェロム・レ・バンナ                         | 3R 1:46 TKO（ドクターストップ：左上腕負傷）   | K-1 WORLD GP 2008 FINAL 【WORLD GP 準々決勝】                                      | 2008年12月6日  |
| ○    | ポール・スロウィンスキー                     | 3R終了 判定2-0                                | K-1 WORLD GP 2008 IN SEOUL FINAL16 【WORLD GP 1回戦】                              | 2008年9月27日  |
| ○    | ヴォルク・アターエフ                         | 3R 0:33 KO（右跳び膝蹴り）                    | K-1 WORLD GP 2008 IN TAIPEI                                                        | 2008年7月13日  |
| ○    | メルヴィン・マヌーフ                         | 3R 2:32 KO（右ハイキック）                    | K-1 WORLD GP 2008 IN AMSTERDAM                                                     | 2008年4月26日  |
| ×    | ピーター・アーツ                             | 3R終了 判定0-3                                | K-1 WORLD GP 2007 FINAL 【WORLD GP 準決勝】                                        | 2007年12月8日  |
| ○    | バダ・ハリ                                   | 3R終了 判定2-0                                | K-1 WORLD GP 2007 FINAL 【WORLD GP 準々決勝】                                      | 2007年12月8日  |
| ○    | ステファン"ブリッツ"レコ                     | 1R 2:50 KO（右跳び膝蹴り）                    | K-1 WORLD GP 2007 IN SEOUL FINAL16 【WORLD GP 1回戦】                              | 2007年9月29日  |
| ○    | グラウベ・フェイトーザ                       | 3R終了 判定2-0                                | K-1 WORLD GP 2007 in HAWAII                                                        | 2007年4月28日  |
| ○    | ステファン"ブリッツ"レコ                     | 3R終了 判定3-0                                | K-1 WORLD GP 2006 IN TOKYO 決勝戦 【WORLD GP 準々決勝】                            | 2006年12月2日  |
| ○    | ゲーリー・グッドリッジ                       | 3R 0:52 KO（左ハイキック）                    | K-1 WORLD GP 2006 IN OSAKA 開幕戦 【WORLD GP 1回戦】                               | 2006年9月30日  |
| ○    | マイティ・モー                               | 3R終了 判定3-0                                | K-1 REVENGE 2006 K-1 WORLD GP 2006 IN SAPPORO 〜アンディ・フグ七回忌追悼イベント〜 | 2006年7月30日  |
| ×    | ジェロム・レ・バンナ                         | 3R終了 判定0-3                                | K-1 WORLD GP 2006 IN AMSTERDAM 【スーパーファイト】                                | 2006年5月13日  |
| ○    | ザ・プレデター                               | 3R終了 判定2-1                                | K-1 PREMIUM 2005 Dynamite!!                                                        | 2005年12月31日 |
| ×    | セミー・シュルト                             | 1R 2:08 KO（2ノックダウン：左膝蹴り）         | K-1 WORLD GP 2005 IN TOKYO 決勝戦 【WORLD GP 準決勝】                              | 2005年11月19日 |
| ○    | チェ・ホンマン                               | 3R終了 判定3-0                                | K-1 WORLD GP 2005 IN TOKYO 決勝戦 【WORLD GP 準々決勝】                            | 2005年11月19日 |
| ○    | アレクセイ・イグナショフ                     | 3R+延長R終了 判定3-0                          | K-1 WORLD GP 2005 IN OSAKA 開幕戦 【スーパーファイト】                             | 2005年9月23日  |
| ○    | リカルド・ノードストランド                   | 3R終了 判定3-0                                | K-1 Fighting Network K-1 SCANDINAVIA 2005                                          | 2005年5月21日  |
| ×    | マイティ・モー                               | 3R終了 判定1-2                                | K-1 WORLD GP 2005 IN LAS VEGAS                                                     | 2005年4月30日  |
| ○    | レイ"マーシレス"マーサー                     | 1R 0:22 KO（右ハイキック）                    | K-1 WORLD GP 2005 IN SEOUL                                                         | 2005年3月19日  |
| ○    | 武蔵                                         | 3R+延長2R終了 判定3-0                         | K-1 WORLD GP 2004 決勝戦 【WORLD GP 決勝】                                         | 2004年12月4日  |
| ○    | フランソワ・"ザ・ホワイトバッファロー"・ボタ | 3R終了 判定3-0                                | K-1 WORLD GP 2004 決勝戦 【WORLD GP 準決勝】                                       | 2004年12月4日  |
| ○    | アーネスト・ホースト                         | 3R+延長R終了 判定3-0                          | K-1 WORLD GP 2004 決勝戦 【WORLD GP 準々決勝】                                     | 2004年12月4日  |
| ○    | 曙                                           | 3R 0:33 KO（右ハイキック）                    | K-1 WORLD GP 2004 in TOKYO 開幕戦 【スーパーファイト】                             | 2004年9月25日  |
| ○    | アジス・カトゥー                             | 2R 1:59 TKO（レフェリーストップ：左手首負傷） | K-1 WORLD GP 2004 in SEOUL                                                         | 2004年7月17日  |
| ○    | フランソワ"ザ・ホワイトバッファロー"ボタ     | 3R終了 判定3-0                                | K-1 WORLD GP 2004 in NAGOYA                                                        | 2004年6月6日   |
| ×    | フランシスコ・フィリォ                       | 3R終了 判定0-3                                | 一撃 〜極真 vs K-1 全面対抗戦〜 【一撃キックルール】                               | 2004年5月30日  |
| ○    | 中迫剛                                       | 3R 2:54 KO（3ノックダウン：左ハイキック）     | K-1 BURNING 2004 〜沖縄初上陸〜                                                    | 2004年2月15日  |
| ○    | 武蔵                                         | 3R終了 判定3-0                                | K-1 WORLD GP 2003 決勝戦 【WORLD GP 決勝】                                         | 2003年12月6日  |
| ○    | シリル・アビディ                             | 1R 1:46 KO（2ノックダウン：左跳び膝蹴り）     | K-1 WORLD GP 2003 決勝戦 【WORLD GP 準決勝】                                       | 2003年12月6日  |
| ○    | ピーター・グラハム                           | 1R 2:58 KO（2ノックダウン：右上段膝蹴り）     | K-1 WORLD GP 2003 決勝戦 【WORLD GP 準々決勝】                                     | 2003年12月6日  |
| ○    | ボブ・サップ                                 | 2R 1:20 反則失格（倒れた相手への攻撃）        | K-1 WORLD GP 2003 開幕戦 ALL STARS 【WORLD GP 1回戦】                              | 2003年10月11日 |
| ○    | マイケル・マクドナルド                       | 3R+延長R終了 判定2-1                          | K-1 WORLD GP 2003 in ラスベガス 【最終予選トーナメント 決勝】                      | 2003年8月15日  |
| ○    | ジェフ・フォード                             | 1R 1:28 TKO（レフェリーストップ：右肩負傷）   | K-1 WORLD GP 2003 in ラスベガス 【最終予選トーナメント 準決勝】                    | 2003年8月15日  |
| ○    | ヴァーノン"タイガー"ホワイト                 | 1R 1:55 KO（右フライングハイキック）          | K-1 WORLD GP 2003 in ラスベガス 【最終予選トーナメント 1回戦】                     | 2003年8月15日  |
| ×    | セミー・シュルト                             | 5R終了 判定0-3                                | K-1 WORLD GP 2003 in 福岡                                                          | 2003年7月13日  |
| ○    | ビヨン・ブレギー                             | 3R 1:29 TKO（タオル投入）                     | K-1 WORLD GP 2003 in さいたま                                                      | 2003年3月30日  |
| ○    | アントニー・ハードンク                       | 5R終了 判定3-0                                | IT'S SHOWTIME 6 "As Usual"                                                         | 2002年9月29日  |
| ×    | ステファン・レコ                             | 5R終了 判定0-3                                | K-1 WORLD GP 2002 in ラスベガス 【スーパーファイト】                               | 2002年8月17日  |
| ×    | ミルコ・クロコップ                           | 2R 2:06 TKO（レフェリーストップ：パンチ連打） | K-1 WORLD GP 2002 in 福岡 【スーパーファイト】                                     | 2002年7月14日  |
| ○    | ピーター・マエストロビッチ                   | 4R 0:27 KO（右ハイキック）                    | K-1 WORLD GP 2002 in パリ                                                          | 2002年5月25日  |
| ×    | エロル・パリス                               | 1R 1:20 KO（左ボディフック）                  | K-1 WORLD GP 2002 世界地区予選 オランダ大会 【地区予選トーナメント 準決勝】        | 2002年2月24日  |
| ○    | メルヴィン・マヌーフ                         | 3R終了 判定3-0                                | K-1 WORLD GP 2002 世界地区予選 オランダ大会 【地区予選トーナメント 1回戦】         | 2002年2月24日  |
| ○    | セルゲイ・アルヒポフ                         | 5R 2:00 TKO（タオル投入）                     | K-1 WORLD GP 2002 世界地区予選 マルセイユ大会 【スーパーファイト】                 | 2002年1月25日  |
| ○    | レイ・セフォー                               | 4R終了時 TKO（タオル投入）                    | K-1 SURVIVAL 2001 〜JAPAN GP 開幕戦〜 【スーパーファイト】                         | 2001年6月24日  |
| ×    | ジェレル・ヴェネチアン                       | 3R終了 判定1-2                                | K-1 WORLD GP 2001 世界地区予選 オランダ大会 【地区予選トーナメント 1回戦】         | 2001年2月4日   |
| ○    | ピーター・ヴァルガ                           | 1R 2:57 KO（跳び膝蹴り）                      | IT'S SHOWTIME 4                                                                    | 2000年12月12日 |
| ×    | ジェレル・ヴェネチアン                       | 5R 判定0-3                                    | IT'S SHOWTIME 3 - Exclusive                                                        | 2000年10月22日 |
| ○    | アティラ・カラチ                             | 1R KO                                         | Battle of Arnhem II                                                                | 2000年9月3日   |
| ○    | スタニスラブ・バチェバノフ                   | 2R KO                                         | Thaiboxing - Thrill of the Year!                                                   | 2000年5月20日  |
| ×    | セルゲイ・アルヒポフ                         | 5R終了 判定                                   | Night Club "Reaktor"                                                               | 2000年3月13日  |
| ○    | アイハン・オズチェリカ                       | 2R TKO（レフェリーストップ）                  | IT'S SHOWTIME 1                                                                    | 1999年10月24日 |
| ○    | ピーター・フェルスキューレン                 | 1R KO                                         | Battle of Arnhem I 【決勝】                                                        | 1999年9月5日   |
| ○    | フランク・オットー                           | 1R TKO（レフェリーストップ）                  | Battle of Arnhem I 【1回戦】                                                       | 1999年9月5日   |
| ○    | ラニ・ベルバーチ                             | 2R KO                                         | 不明（オランダ） 【WPKA世界ムエタイスーパーヘビー級タイトルマッチ】                | 1999年6月6日   |
| ×    | アレクセイ・イグナショフ                     | 3R終了 判定0-3                                | WPKL Muay Thai Fight Night 【WPKA世界ムエタイスーパーヘビー級タイトルマッチ】      | 1998年         |
| ×    | ロイド・ヴァン・ダム                         | 3R終了 判定                                   | KO POWER Tournament 【決勝】                                                       | 1998年4月14日  |
| ○    | ピーター・フェルスキューレン                 | 3R終了 判定                                   | KO POWER Tournament 【1回戦】                                                      | 1998年4月14日  |
| ×    | Achille Roger                                | 3R終了 判定                                   | Kickboxing Tournament Prague 1997 【準決勝】                                       | 1997年10月     |
| ○    | ヴァレンタイン・オーフレイム                 | 2R TKO（タオル投入）                          | 不明（オランダ）                                                                   | 1995年         |

## 獲得タイトル
- WPKA世界ムエタイ スーパーヘビー級王座
- K-1 WORLD GP 2003 in ラスベガス 世界最終予選 優勝
- K-1 WORLD GP 2003 優勝
- K-1 WORLD GP 2004 優勝
- K-1 WORLD GP 2008 優勝

## 出演映画
- 『拳 アルティメット・ファイター』（2006年）